# Glochidion khasicum
Glochidion khasicum är en emblikaväxtart som först beskrevs av Johannes Müller Argoviensis, och fick sitt nu gällande namn av Joseph Dalton Hooker. Glochidion khasicum ingår i släktet Glochidion och familjen emblikaväxter.

## Underarter
Arten delas in i följande underarter:
- G. k. bilobulatum
- G. k. khasicum